# Vladimir Kesarev
Vladimir Petrovich Kesarev (Moscou, 26 de fevereiro de 1930 - 19 de janeiro de 2015) foi um futebolista soviético, que atuava como defensor.

## Carreira
Vladimir Kesarev fez parte do elenco da Seleção Soviética de Futebol, na Copa do Mundo de 1958. 

## Títulos
- Eurocopa: 1960

## Ligações Externas
- Perfil em FIFA.com (em inglês)